# Canzonissima
Canzonissima (укр. Найпісня) — популярна естрадна телевізійна передача, що виходила на хвилях RAI з 1956 до 1975.
Опріч звичних виступів коміків, скетчів та танців, фундаментальним елементом Канцонісими було пісенне змагання, сполучене з «Новорічною лотереєю» («Lotteria di Capodanno»,), яка надалі перейменовується у «Лотерея Італія» (Lotteria Italia).
У 2010 був оголошений новий сезон програми, що його мав вести Джанні Моранді з Елізабетою Каналіс з вересня місяця, але проект не здійснився з причини надмірності витрат.

## Історія
Естрадна програма з'явилася на радіо як турнір пісень у 1956, з назвою «Le canzoni della fortuna» (Пісні фортуни) і мала великий успіх у публіки. Наступного року вона була перенесена на телебачення, де її поставили режисери Ліно Прокаччі (Lino Procacci) та Джанфранко Беттетіні (Gianfranco Bettetini), і трансформована у змагання між дилетантами, прибулими з різних регіонів Італії.
У наступні роки регламент раз по раз оновлювався, часто стаючи заплутаним та громістким, що однак не ослаблювало пристрасної участі публіки, яка могла виражати свої симпатії, пославши спеціальні картки-воти, що продавались разом з білетами лотереї.
Один з найвідоміших сезонів відбувся у 1959, який був звірений на майстерність та творчі здібності П'єтро Гарінеї (Pietro Garinei) та Сандро Джованніні (Sandro Giovannini), на режисуру Антонелло Фалькві (Antonello Falqui) та на ведення знаменитої актриси, співачки та танцівниці Делії скали (Delia Scala). З нею брали участь Паоло Панеллі (Paolo Panelli) та Ніно Манфреді (Nino Manfredi).
Сезон 1962 був бурхливим. RAI відібрало ведення програми у Даріо Фо (Dario Fo) та Франкі Раме (Franca Rame) за скеч про будівельного підприємця, котрий відмовився вжити заходів безпеки на власному підприємстві. Сатира, хоча виражена простими та іронічними жартами, ясно показала драматичність умов праці чим викликала протести та полеміку. Унаслідок парламентського запиту та палких дебатів у тогочасній пресі, Фо та Раме були вимушені залишити передачу після перших семи випусків; їх заступили Сандра Мондаїні (Sandra Mondaini) та Тіно Буацеллі (Tino Buazzelli).
З 1963 до 1968 програма виходила у новому форматі і з новими назвами «Gran Premio» (Велика Премія), «Napoli contro tutti» (Неаполь проти всіх), «La prova del nove», «Scala reale» (гра слів, можна перекласти як Реальний масштаб або Королівські сходи) та «Partitissima» (Відповідальна зустріч), до повернення первісної назви з сезону, головними особами якого були Міна, Вальтер К'ярі та Паоло Панеллі; згідно з критикою, найкращий з 1959.
Сезон 1970 лишився відомим через ведучих Corrado, в парі з Раффаеллою Каррою та через музичну заставку, виконану самою ведучою, Ma che musica maestro, що трималасьна вершині хіт-параду декілька тижнів. Пара провела також наступний сезон, в якому showgirl запустила танець tuca — tuca, скандалізуючи італійців виступом з Альберто Сорді. Співачка провела, з Кокі та Ренато (Cochi e Renato), також останній сезон програми 1974/'1975.
Починаючи з 1975 змагання між співаками призупиняється, і «Лотерея Італія» сполучається з іншими телепередачами, найвідомішою з яких була «Fantastico», що виходила в етер у тринадцяти сезонах між 1979 та 1997.
Декілька років переможці пісенного змагання обирались як представники Італії на конкурс Євробачення.

## Canzonissima
| Рік  | Ведучі | Пісня переможниця                         |
| ---- | --- | ----------------------------------------- |
| 1958 | Renato Tagliani з Walter Chiari, Raimondo Vianello, Lauretta Masiero, Scilla Gabel e Corrado Pani                                 | L'edera (Nilla Pizzi)                     |
| 1959 | Delia Scala, Paolo Panelli та Nino Manfredi з Don Lurio                                                                           | Piove (Joe Sentieri)                      |
| 1960 | Alberto Lionello, Lauretta Masiero, Aroldo Tieri та Lilli Lembo                                                                   | Romantica (Тоні Даллара)                  |
| 1961 | Sandra Mondaini, Enzo Garinei, Toni Ucci, Carletto Sposito та Annamaria Gambineri з Paolo Poli, Alberto Bonucci та Tino Buazzelli | Bambina bambina (Тоні Даллара)            |
| 1962 | Даріо Фо, Франка Раме, Tino Buazzelli, Sandra Mondaini та Corrado                                                                 | Quando quando quando (Тоні Реніс)         |
| 1968 | Міна Мацціні, Walter Chiari та Paolo Panelli                                                                                      | Scende la pioggia (Джанні Моранді)        |
| 1969 | Johnny Dorelli, Raimondo Vianello e Аліса і Еллен Кесслер з Сандра Мондаіні та Паоло Вілладжіо                                    | Ma chi se ne importa (Джанні Моранді)     |
| 1970 | Corrado та Раффаелла Карра | Vent'anni (Massimo Ranieri)               |
| 1971 | Corrado та Раффаелла Карра з Alighiero Noschese                                                                                   | Chitarra suona più piano (Nicola Di Bari) |
| 1972 | Піппо Баудо та Loretta Goggi | Erba di casa mia (Massimo Ranieri)        |
| 1973 | Піппо Баудо та Міта Медічі | Alle porte del sole (Gigliola Cinquetti)  |
| 1974 | Раффаелла Карра, Cochi e Renato та Mike Bongiorno                                                                                 | Un corpo e un'anima (Wess e Dori Ghezzi)  |

У деякі роки формула Канцонісими пропонувалась під іншими назвами:
1956 Le canzoni della fortuna (Пісні фортуни)
- (радіопередача та фінал на ТБ) — Ведучі: Адріана Серра, Antonella Steni, Raffaele Pisu, Renato Turi
- Пісні переможниці: Mamma (Nunzio Gallo) та Buon anno, buona fortuna (Gino Latilla)

1957 Voci e volti della fortuna (Голоси та обличчя фортуни)
- (Радіо та телевізійна передача) — Ведучі:Enzo Tortora, Silvio Noto, Antonella Steni
- Пісня переможниця: Scapricciatiello (Aurelio Fierro)

1963 Gran Premio (Велика премія)
- Ведучі: різні (один для кожного регіону Італії)
- (у цьому сезоні змагаються італійські області — перемагає Сицилія)

1964 Napoli contro tutti (Неаполь проти всіх)
- Ведучий: Nino Taranto, Nadia Gray
- Пісня переможниця 'O sole mio (Клаудіо Вілла)

1965 La prova del nove
- Ведучий: Corrado, за участі Walter Chiari та з Аліса і Еллен Кесслер
- Пісня переможниця: Non son degno di te (Джанні Моранді)

1966 Scala reale
- Ведучий: Peppino De Filippo
- Пісня переможниця: Granada (Клаудіо Вілла)

1967 Partitissima
- Ведучий: Alberto Lupo, Franco Franchi, Ciccio Ingrassia
- Пісня переможниця: Dan dan dan (Даліда)

## Bibliografia
- Fernando Fratarcangeli, Canzonissima '68, pubblicato in Raro!, n° 74, gennaio 1997, pagg. 20-23
- Fernando Fratarcangeli, Canzonissima '69, pubblicato in Raro!, n° 86, febbraio 1998, pagg. 68-71
- Fernando Fratarcangeli, Canzonissima '70, pubblicato in Raro!, n° 95, dicembre 1998, pagg. 60-63
- Fernando Fratarcangeli, Canzonissima '71, pubblicato in Raro!, n° 140, gennaio 2003, pagg. 22-25